# Albert (Affen)
Albert war der Kosename mehrerer Rhesusaffen, die vor der bemannten Raumfahrt als lebende Testobjekte mit Raketen in den Weltraum geflogen wurden. Das erste der Tiere wurde von der US-Luftwaffe im Juni 1948 von der Basis White Sands mit einer V-2-Rakete in 62 Kilometer Höhe befördert. Das etwa 4 kg schwere Tier war mit Morphium betäubt in einer sehr engen Kapsel untergebracht worden, die sich in der Spitze der Rakete befand. Albert starb vermutlich schon vor oder beim Start durch Ersticken. Die Mission ging als „Albert I“ in die Geschichte der Raumfahrt ein. Sie fand zwei Jahre nach dem Beginn der US-Raumfahrt statt und gehörte zu den ersten Experimenten mit Tieren im höheren Luftraum. Zuvor war mit Pilzsporen und Fruchtfliegen experimentiert worden, später mit Mäusen und Hunden.
Am 14. Juni 1949 schoss man von der Alamogordo Guided Missile Test Base in der Nähe der Holloman Air Force Base in New Mexico mit einer V-2 einen weniger beengt eingepackten Rhesusaffen ins All, Albert II. Das Tier überlebte den 133 km hohen Flug, jedoch wegen Versagen des Fallschirms nicht den Absturz der Kapsel nach dem Wiedereintritt in die Erdatmosphäre. Albert II war das erste Wirbeltier im Weltraum und kann als wichtiger Schritt zur bemannten Raumfahrt gesehen werden. Zuvor hatten nur Fruchtfliegen an Bord einer am 20. Februar 1947 gestarteten V-2, welche den Flug überlebten, die Kármán-Linie überschritten.
Wenig später, am 16. September 1949, startete die Mission Albert III mit einem Javaneraffen. Er starb in 10 km Höhe, als die Raketenkapsel explodierte. Am 8. Dezember 1950 endete mit Albert IV die Primaten-Testreihe. Albert IV, wieder ein Rhesusaffe, überlebte die Höhe von 130 km, starb jedoch bei der Rückkehr zur Erde, weil sich der Fallschirm nicht öffnete.
Noch Jahre später fanden Höhenversuche mit Affen statt, die allerdings nicht mehr Albert hießen. Ein Tier kehrte heil zur Erde zurück, überlebte aber die Hitze der Wüste, wo die Kapsel landete, nicht.